# Karl-Heinz Weber
Karl-Heinz Weber (Heringsdorf, 30 de janeiro de 1922 — Ruão, 7 de junho de 1944) foi um piloto alemão da Luftwaffe durante a Segunda Guerra Mundial. Voou mais de 500 missões de combate, nas quais abateu 136 aeronaves inimigas, o que fez dele um ás da aviação. Toda as suas vitórias aéreas foram alcançadas na Frente Oriental, contra a União Soviética. Foi condecorado com a Cruz de Cavaleiro da Cruz de Ferro com Folhas de Carvalho.

## Carreira
Karl-Heinz Weber nasceu em 30 de janeiro de 1922 em Heringsdorf, na província da Pomerânia, um Estado Livre da Prússia.  Piloto de planador do pré-guerra, ele se ofereceu para o serviço militar na Luftwaffe no final de 1939. Leutnant Weber foi destacado para o 7. Staffel (7º esquadrão) do Jagdgeschwader 51 (JG 51) em 1 de outubro de 1940.

### Frente Oriental
Em junho de 1941, o JG 51 e a maioria da Luftwaffe foram transferidos para a Frente Oriental em preparação para a Operação Barbarossa, a invasão da União Soviética. Lá, Weber conquistou sua primeira vitória aérea em 24 de junho de 1941 sobre um bombardeiro Tupolev SB-2.
Durante a Batalha de Rzhev em 3 de setembro de 1942, Weber abateu um  bombardeiro de mergulho Petlyakov Pe-2 bi motor a sudoeste de Sychyovka.  Mais tarde naquele dia, o campo de aviação de Dugino foi atacado por um bombardeiro soviético. Durante sua defesa, ele foi abatido e ferido em seu Messerschmitt Bf 109 F-2 (Werknummer 8240—número de fábrica) a noroeste de Dugino. Enquanto Weber se recuperava dos ferimentos, o III. Gruppe foi realocado para Jesau, perto de Königsberg na Prússia Oriental, para conversão no Focke-Wulf Fw 190 A-2 e A-3. Em 19 de novembro de 1942, as forças soviéticas lançaram a operação ofensiva de Velikiye Luki. Durante esta operação, Weber reivindicou um caça Mikoyan-Gurevich MiG-3 a leste–sudeste de Zubtsov em 15 de janeiro de 1943.
Em 5 de junho de 1943, Weber recebeu temporariamente o comando do 7. Staffel, substituindo o Hauptmann Herbert Wehnelt, que adoecera. Durante a Batalha de Kursk em 12 de julho, Weber e seu ala Unteroffizier Heinrich Dittlmann derrubaram Mladshiy Leytenant Nikolay Zhukov e Leytenant Nikolay Safonov do 32 GIAP.
Em 13 de agosto, Weber foi então oficialmente nomeado Staffelkapitän (líder do esquadrão) do Staffel. No dia anterior, ele havia sido creditado com sua 100ª vitória aérea. Ele foi o 49º piloto da Luftwaffe a atingir a marca do século.

### Comandante de grupo e morte

Emblema do III./JG 1

Weber foi nomeado Gruppenkommandeur (comandante do grupo) do III. Gruppe (3.º grupo) do Jagdgeschwader 1 (JG 1) em 3 de junho de 1944, sucedendo ao Major Hartmann Grasser. Apenas quatro dias depois, em 7 de junho, Weber liderou o III. Gruppe do JG 1 em Beauvais–Tillé contra caças aliados ao sul de Ruão em sua primeira missão na Frente de Invasão. Presume-se que ele foi abatido e morto em seu Bf 109 G-6/AS (Werknummer 410 399) por caças P-51 Mustang do Esquadrão N.º 315 de Caças Polonês.
Após a morte de Weber, o comando de III. Gruppe foi temporariamente dado ao Haupmann Alfred Grislawski que liderou o 8. Staffel do JG 1. O corpo de Weber nunca foi recuperado. Ele foi condecorado postumamente com a Cruz de Cavaleiro da Cruz de Ferro com Folhas de Carvalho.

## Sumário da carreira

### Condecorações
- Cruz de Ferro (1939)
  - 2ª classe (6 de julho de 1941)[19]
  - 1ª classe (17 de agosto de 1941)[19]
- Troféu de Honra da Luftwaffe (21 de setembro de 1942) como Leutnant e piloto[20][Nota 1]
- Cruz Germânica em Ouro (16 de março de 1943) como Leutnant no 7./JG 51[21]
- Cruz de Cavaleiro da Cruz de Ferro (12 de novembro de 1943) como Oberleutnant e Staffelführer do 7./JG 51[22][23]
  - 529ª Folhas de Carvalho (20 de julho de 1944, postumamente) como Hauptmann e Staffelkapitän do 7./JG 51[22][24]

## Biblbiografia
- Aders, Gebhard; Held, Werner (1993). Jagdgeschwader 51 'Mölders' Eine Chronik – Berichte – Erlebnisse – Dokumente. Stuttgart, Alemanha: Motorbuch Verlag. ISBN 978-3-613-01045-1
- Bergström, Christer. «Bergström Black Cross/Red Star website». Identifying a Luftwaffe Planquadrat. Consultado em 30 de dezembro de 2019. Arquivado do original em 22 de dezembro de 2018
- Bergström, Christer; Dikov, Andrey; Antipov, Vlad; Sundin, Claes (2006). Black Cross / Red Star Air War Over the Eastern Front, Volume 3, Everything for Stalingrad. Hamilton MT: Eagle Editions. ISBN 978-0-9761034-4-8
- Bergström, Christer (2007). Kursk—The Air Battle: July 1943. Hersham, Surrey: Classic Publications. ISBN 978-1-903223-88-8
- Fellgiebel, Walther-Peer (2000) [1986]. Die Träger des Ritterkreuzes des Eisernen Kreuzes 1939–1945 — Die Inhaber der höchsten Auszeichnung des Zweiten Weltkrieges aller Wehrmachtteile. Friedberg, Alemanha: Podzun-Pallas. ISBN 978-3-7909-0284-6
- Matthews, Andrew Johannes; Foreman, John (2015). Luftwaffe Aces — Biographies and Victory Claims — Volume 4 S–Z. Walton on Thames: Red Kite. ISBN 978-1-906592-21-9
- Obermaier, Ernst (1989). Die Ritterkreuzträger der Luftwaffe Jagdflieger 1939 – 1945. Mainz, Alemanha: Verlag Dieter Hoffmann. ISBN 978-3-87341-065-7
- Patzwall, Klaus D.; Scherzer, Veit (2001). Das Deutsche Kreuz 1941 – 1945 Geschichte und Inhaber Band II. Norderstedt, Alemanha: Verlag Klaus D. Patzwall. ISBN 978-3-931533-45-8
- Patzwall, Klaus D. (2008). Der Ehrenpokal für besondere Leistung im Luftkrieg. Norderstedt, Alemanha: Verlag Klaus D. Patzwall. ISBN 978-3-931533-08-3
- Prien, Jochen; Rodeike, Peter (1996). Jagdgeschwader 1 und 11—Einsatz in der Reichsverteidigung von 1939 bis 1945—Teil 2—1944. Eutin, Alemanha: Struve-Druck. ISBN 978-3-923457-24-3
- Prien, Jochen; Stemmer, Gerhard; Rodeike, Peter; Bock, Winfried (2003). Die Jagdfliegerverbände der Deutschen Luftwaffe 1934 bis 1945—Teil 6/I—Unternehmen "BARBAROSSA"—Einsatz im Osten—22.6. bis 5.12.1941. Eutin, Alemanha: Struve-Druck. ISBN 978-3-923457-69-4
- Prien, Jochen; Stemmer, Gerhard; Rodeike, Peter; Bock, Winfried (2005). Die Jagdfliegerverbände der Deutschen Luftwaffe 1934 bis 1945—Teil 9/I—Winterkampf im Osten—6 December 1941 bis 30 April 1942. Eutin, Alemanha: Struve-Druck. ISBN 978-3-923457-76-2
- Prien, Jochen; Stemmer, Gerhard; Rodeike, Peter; Bock, Winfried (2006). Die Jagdfliegerverbände der Deutschen Luftwaffe 1934 bis 1945—Teil 9/II—Vom Sommerfeldzug 1942 bis zur Niederlage von Stalingrad—1.5.1942 bis 3.2.1943. Eutin, Alemanha: Struve-Druck. ISBN 978-3-923457-77-9
- Prien, Jochen; Stemmer, Gerhard; Rodeike, Peter; Bock, Winfried (2012). Die Jagdfliegerverbände der Deutschen Luftwaffe 1934 bis 1945—Teil 12/II—Einsatz im Osten—4.2. bis 31.12.1943. Eutin, Alemanha: Buchverlag Rogge. ISBN 978-3-942943-05-5
- Scherzer, Veit (2007). Die Ritterkreuzträger 1939–1945 Die Inhaber des Ritterkreuzes des Eisernen Kreuzes 1939 von Heer, Luftwaffe, Kriegsmarine, Waffen-SS, Volkssturm sowie mit Deutschland verbündeter Streitkräfte nach den Unterlagen des Bundesarchives. Jena, Alemanha: Scherzers Militaer-Verlag. ISBN 978-3-938845-17-2
- Spick, Mike (1996). Luftwaffe Fighter Aces. Nova Iorque: Ivy Books. ISBN 978-0-8041-1696-1
- Stockert, Peter (2012). Die Eichenlaubträger 1939–1945 Band 6 3rd ed. Bad Friedrichshall, Alemanha: Friedrichshaller Rundblick. OCLC 76072662
- Thomas, Franz (1998). Die Eichenlaubträger 1939–1945 Band 2: L–Z. Osnabrück, Alemanha: Biblio-Verlag. ISBN 978-3-7648-2300-9
- Weal, John (1998). Focke-Wulf Fw 190 Aces of the Russian Front. Londres: Osprey. ISBN 978-1-85532-518-0